# Bathytricha aethalion
Bathytricha aethalion là một loài bướm đêm trong họ Noctuidae.